# 膽大黨角色列表

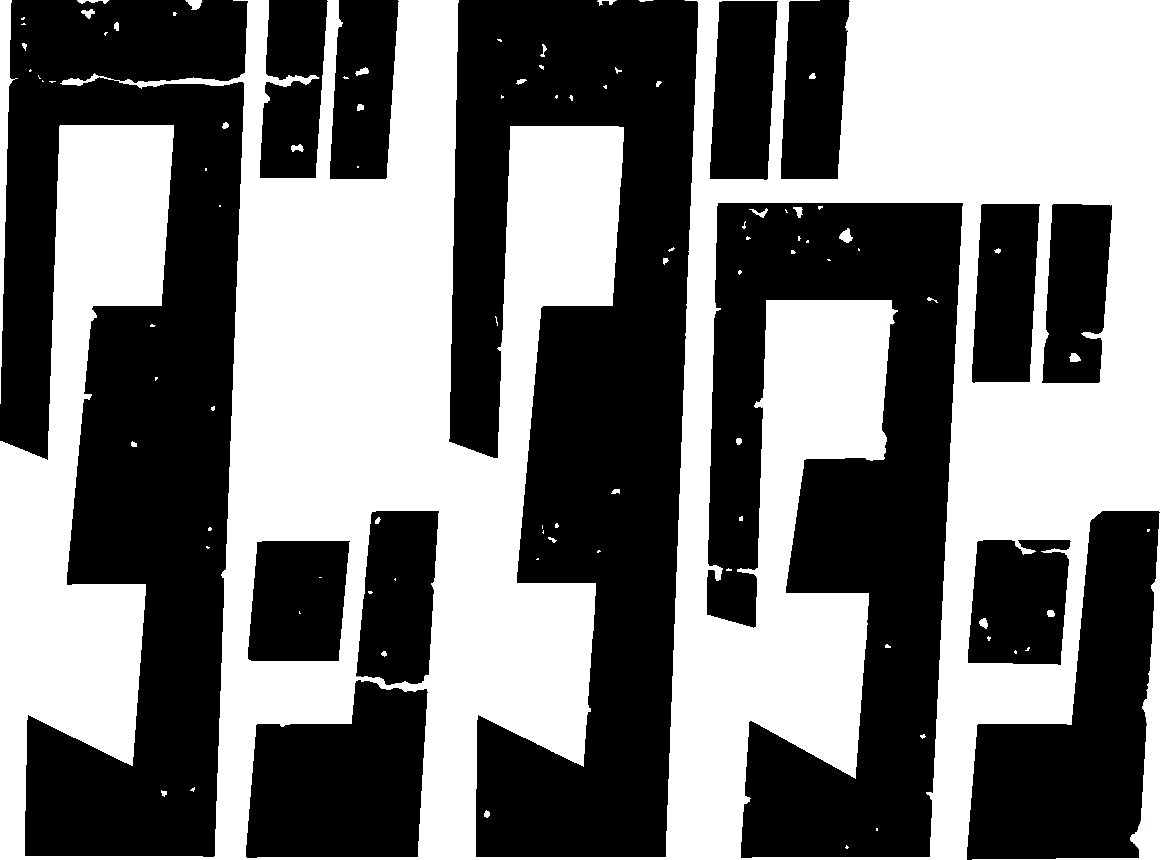

下表列出由龍幸伸所創作的《膽大黨》作品系列的登場角色。

## 主要角色
作品中被稱之為「家族」的主人公團體，也是專門處理超自然事件的高中生們，後來成立「歷史文化研究社」作為行動的幌子。
綾瀨桃（聲：若山詩音（日本）；何凱怡（香港）；刘菁霞（中國大陸）；曾允凡（台灣））
出生於靈媒師家庭的辣妹高中生，暱稱「小桃」，自信、膽大、頑強的超能力少女，就讀於神越高中二年B班。從小被身為靈媒師的奶奶星子撫養長大，卻也因此被初戀在內的同齡男生們取笑過，導致與星子的關係僵化。崇拜著名演員高倉健，渴望遇到像他一樣的硬朗男生，因為相信幽靈卻否認外星人而認識厄卡倫，與他的打賭而險些遭到賽伯星人綁架，期間激發出自己與生俱來的念力而化險為夷，能以「手」的形態掌握人、妖怪、與物體的氣場並自由移動。此後開始活用這股超能力，將其用於守護家人與重要之人，有時也能不經意地透過接觸氣場來能力經過多次戰鬥變得自如，能透過五感與觸覺感應對方的氣場，有時還能讀取他人的記憶。然而深感自己真正的力量似乎仍被封印着。首戰後與厄卡倫互生好感，經過多次生死交關開始無法抗拒對他的感情。在咒行李事件中被厄卡倫正式表白，但自己的身體受咒行李詛咒影響而變小，因此只能等待身體復原後再應對她們兩人的感情發展。
高倉健（聲：花江夏樹（日本）；杜景煜（香港）；张桐铭／张沛〈变身〉（中國大陸）；喬資淯（台灣））
超自然御宅族，暱稱「厄卡倫」，就讀於二年C班，與著名演員高倉健同名。熱衷神秘學事物而與小桃相識，因為否認幽靈存在而與她的“打賭”，私闖靈異隧道時被高速婆婆詛咒並遭到附身，以此能夠變身且使用高速婆婆的高速力量進行戰鬥，雖然性格會變得略為消沉。從此決定靠力量保護心儀的小桃，一旦超過兩次全力則會給身體帶來巨大負擔。以認識小桃為契機而逐漸走出孤獨生活，經由星子指導和自身訓練，相繼掌握戰鬥節奏與以「螺旋」為基礎的力量。經過幾番波折成功取回因高速婆婆詛咒而失去的兩顆「金球」，即使因高速婆婆的離開而失去變身力量，因長期的戰鬥與訓練，如今身體能力已遠高於正常人。
綾瀨星子（聲：水樹奈奈（日本）；王慧珠（香港）；穆雪婷（中國大陸）；傅其慧（台灣））
擅長結界術的靈媒師，小桃的奶奶，人稱「多多利亞三太」，年輕的外表與實際年齡不符。一向會借用地神之力的靈能，因此無法在居住的神越市外或強大的地靈領地內使用。能透過靈力感知當事者的經歷和私人資訊，俱備豐富的神道和妖魔鬼怪知識，也會主持儀式。會給小桃提供有用的建議。即使經過親眼所見，也始終不相信外星人存在。身手強悍，能以一敵百，面對各種強大妖怪與神秘生物也會臨危不懼。愛看搞笑綜藝《傻殿下》。生活中總與孫女小桃不對盤而發生爭吵，尤其對她罵過自己是「冒牌貨」而耿耿於懷，但心裡仍然關愛著她，會盡自己所能地保護她免受傷害。
白鳥愛羅（聲：佐倉綾音（日本）；石梓晴（香港）；蔡书瑾（中國大陸）；穆宣名（台灣））
與小桃和厄卡倫同校的人氣美少女，長著一頭粉髮以及可愛的外表。母親早逝、被父親獨自養大，有些自命不凡、高高在上，但本性善良。因為碰巧撿到厄卡倫的其中一顆「金球」後而能力開竅，堅信自己是被上天選中的人，看到小桃的超能力而誤以為她是惡魔。直到遭遇跟蹤自己十年的「身手矯健長髮女」襲擊，一度死亡之下直到透過小桃的能力接收其生命之火才復活。至此得到長髮女的氣與能力。從此能變身且使用長髮女的能力戰鬥，身手靈敏矯健以外，也能自由控制頭髮進行攻擊、防禦、或是生擒。事件後改頭換面，對厄卡倫產生好感，與小桃發展為情敵兼朋友的關係。自封團體的「隊長」，屢次帶領隊伍脫離險境，必要時也會捨身替同伴擋下攻擊。
圓城仁（聲：石川界人／小市真琴【小學時期】（日本）；譚禹晉（香港）；徐翔（中國大陸）；賴緯（台灣））
小桃的初戀，暱稱「寺仁」，轉學到小桃的高中並同班，身強體壯的賣萌男。個性單純、英俊帥氣、卻也略為輕浮。國中時因父母工作關係而搬去山區「大蛇町」，自從能力開竅後不停地看見新家內的怪異，使其父母自殺不遂而尋求星子的幫助來拔除家中詛咒。因為擁有與生俱來「天才」般的靈能力與健全的身體，因此被妖怪「邪視」盯上並成為其容器。被附身時會失去理智、格殺勿論，在小桃、星子一行人聯手作戰下被制止。從此身體遇冷液體會變成邪視、遇熱液體則會變回寺仁，經過厄卡倫努力降服邪視才得以與其共存，經過時間相處逐漸與邪視心靈相通。經由星子指導和自身訓練，開始學會控制並使用邪視的力量。
角色變身體質設定參考《亂馬½》主人公早乙女亂馬的男女轉換設定。
坂田金太
厄卡倫的同班生，模型玩具御宅族，特徵是身材肥大、中分短髮、寬下巴，因為興趣顯得幼稚、加上不擅交際而沒有朋友，但責任感十足。起初為了探聽厄卡倫受女生歡迎的秘密，牽扯進由巴莫拉所引發的怪獸戰鬥，透過自己對模型拼裝的豐富想象力，與外星技術「奈米裝甲」合成巨大機器人，帶領小桃一行人反敗為勝而加入團體。此戰仍讓他找到成就感且鬥志高昂，在對付外星強敵「深淵者」一戰中再顯神威，正式成為團體一份子。從此會隨身攜帶少量的奈米裝甲，必要時支援同伴的戰鬥。
巴莫拉
身穿怪獸外形保護衣的蘇美少女，家鄉母星被外星侵略者「深淵者」佔領，被養母送到地球作為保護。服從養母指示四處尋找一個實力強大、且會能幫助她延續蘇美人血脈的男人結婚，偶遇正在尋找金球下落的小桃與厄卡倫，經過一戰後選中打敗過自己的厄卡倫為未來丈夫。然而自身存在引來深淵者入侵地球，使她一度被誤會是敵人間諜，直到捨身救下小桃一命，從而被了解自己悲慘過往的小桃一行人誓死捍衛。戰鬥結束後入住綾瀨家，與小桃發展為姐妹般的情誼，也逐漸適應人類社會。以留學生身份就讀於厄卡倫所在的C班，平時會將保護衣變化成校服或書包，需要時會迅速恢復戰鬥模式，同時也能帶一行人進入虛空。
角色名字源自《電光超人古立特》第2集登場的「彈力怪獸巴莫拉」，而她的怪獸保護衣的外形參考《超人力霸王》第26集登場的「古代怪獸哥摩拉」。
佐脇凛
厄卡倫的班長，平時很嚴肅、內向，看似畏畏縮縮，其實能歌善舞、擅長家務、勇氣十足，對有型的吸血鬼卻有一種嚮往。有成為偶像的才能，但夢想成為輕小說家。兒時與摯友小舞一同角逐偶像甄選活動，卻因為要顧家而與她產生友情隔閡，隨著小舞不幸遇難並變成妖怪「揹揹我妖」糾纏著自己不放，受小桃一行人的協助下克服心理陰影、重拾失去過的歌唱能力，還與小舞釋盡前嫌，使其成為自己的守護靈，從此加入小桃的團體並提供幫助，能透過歌唱使用重力操控能力。
頭間雲兒
連雀高中的不良團夥頭目，看似品行不良，卻富有善心、驍勇善戰，必要時會捨己為人。童年成長經歷坎坷，連續失去過父母與弟弟風太，一度拉幫結派打算報復社會，進出少管所後被有過相似經歷的警官部賀正道收養並慢慢導正。一次拯救落水男孩時得到由已故弟弟化為的妖怪「雨傘男孩」的能力，從此選擇用能力保護重要之人，但因為靈力有限而一次最多使用兩把傘。無意間得到厄卡倫丟失的另一顆金球，進入實為咒行李的桌遊異世界「團曼羅」中拯救受困者。與一同誤入世界的小桃聯手破關，卻不慎解開「惡魔的童話花牌」的封印而遭其附身，一度落入重傷瀕死局面，但被身邊的一眾同伴聯手拯救，帶傷參戰成功消滅童話花牌，正式走出過去陰霾。
角色全名發音（Zuma Unji）參考電影《野蠻遊戲》內的桌遊（Jumanji），亦是角色初登場的「咒行李篇」的故事藍本。
雪白幸姬
與小桃一行人同校的憂鬱少女，特征是濃眉大眼與遮眼長髮。擅長彈鋼琴、擁有絕對音感的音樂神童，曾紅極一時、獲獎無數，卻因為一次競賽中輸給愛羅而選擇半途而廢，才華被妹妹愛麗絲超越，從此變成存在感薄弱的邊緣人。上傳過一張穿內衣的不雅自拍試圖贏回人氣，卻受到村上老師性勒索，透過「小柄」得到操控「小人」的能力。服從命令盯上變小的小桃，準備讓其「屈服」並奪取其能力。直到被小桃帶頭降服、被女王老師教育才承認錯誤、勸導改過，成為小桃一行人的同伴，還由此重拾琴藝並覺醒力量「蠅之王」，能透過彈琴放大內在情感，進而操控範圍內的小型生物。
角色名字參考《格林童話》的白雪公主，操縱小人的能力也是參考白雪公主身邊的七個小矮人。

## 其他角色
美伊子（聲：前田佳織里（日本）；王愫稣（中國大陸））
夢伊子（聲：富田美憂（日本）；蒋丽（中國大陸））
小桃的兩個辣妹同班好友，關係十分要好，總是結伴而行。平時愛聊八卦以外，也相當關切小桃的新戀情發展。
在原作漫畫第7卷第54話中，「夢伊子」一角名字曾被叫作「惠同學」（ケイさん）。
長谷川（聲：田中光）
厄卡倫的同班生兼霸凌者，校內的風雲人物，平時沒事喜歡帶頭欺凌厄卡倫。本是受女生們歡迎的體育健將，但隨著厄卡倫長時間鍛煉出的身體能力，導致自己的不敗紀錄被接連超越，優越感受挫的同時也開始喪失人氣。基於嫉妒而按捺不住誘惑，透過小柄而獲得妖怪「跳跳婆」的能力，打算藉此向厄卡倫一雪前恥，卻仍被厄卡倫與金太的合體技擊敗。
燕（聲：山根綺）
杏子（聲：依田菜津）
愛羅的兩個同班好友，也是她的忠實擁護者，平日裡會滿足愛羅的一切需求，但純粹只想蹭她的熱度。後來當愛羅改頭換面後，都因為害怕會遭到排擠而開始不再與愛羅來往。直到被寺仁變成的邪視稍稍威脅一番，才使她們向愛羅低頭認錯、重拾友情。
女王老師（聲：高橋智秋（日本）；周玢（中國大陸））
小桃一行人就讀高中的保健老師，手持一根棒子，穿著黑色過膝長靴，嘴角下有一顆美人痣，嚴肅程度讓別的老師在她面前都會矮上幾頭。嚴禁校內任何「霸凌」現象，雖然有時自己也習慣武力相向。總是會主動傾聽學生們的各種問題，和學生互動期間接觸過不少靈異方面的事情，使她能看見靈體以及俱備一定的超自然知識，同時也能進入虛空。
滿次郎（聲：吉野裕行）
白蛇村「土龍神社」的神主，36歲，星子的徒弟。能施展神道儀式和近身格鬥，夢想成為睡袋系Butuber。收到師父星子的指示而幫助小桃等人對抗附身在寺仁身上的邪視，後來將星子交代的「鬼的鐵棒」給予厄卡倫使用並幫助他修行。
囃子（聲：谷山紀章（主唱）、中村源太、古田一晟）
四名以搖滾樂隊為形象的除靈師，雖然都沒有靈感應力，但演奏出的力量足以傳遞到死者世界，並且不會受惡靈影響，接受星子的委託而時不時前來幫忙。
村上剛史
小桃一行人就讀高中的體育老師，體格壯碩，總是熱心對待學生及教師同事。然而背地裡用各種不堪手段對違反校規的女學生進行性勒索，其中包括雪白幸姬、以及急於籌措家人醫藥費的足立老師。另外身為收集妖怪力量的「執行者」之一，透過小柄賦予自己操縱「人頭運球」的能力，以防止自己的性勒索行徑曝光。但最後被能力覺醒的幸姬打敗，能力也被足立老師奪取，因雪白的作證而被警方逮捕。
足立美加
雪白幸姬的班導，有一個生病住院的母親，為了籌措醫藥費而擔任收集妖怪力量的「執行者」之一，透過小柄賦予自己操縱殭屍的能力。
部賀正道
頭間的養父，神越派出所的警官，外號「鬼之部賀」。面惡心善、身材魁梧，還擁有卓越的身手與反制能力。曾失去過妻子和女兒，為了已故女兒著想而克制住憤怒，收養擁有相似經歷的頭間，盡自己所能對他進行導正，一次不惜性命拯救落水小孩才讓頭間徹底改觀，與他發展為父子般的情誼，在對抗「惡魔的童話花牌」過程中得知他的妖怪力量。
箱野大希
受困「咒行李」中長達數十年的中年男子，小學四年級時收到父親贈予的桌遊生日禮物，直接被吸入咒行李異世界「團曼羅」中。長久以來靠咒行李中源源不斷的食物生存，直到頭間一行人分別進入桌遊世界中才終於自由。但即使回歸現實卻找不到回家的路，加上受到咒行李未消退的詛咒所影響，導致身體衰老過程急劇加速。
角色原型是電影《野蠻遊戲》中由羅賓·威廉斯飾演的主人公亞倫·帕里許。
風間雷矢
連雀高中學生，頭間的二把手。本性善良、重情重義，曾是校園霸凌的受害者，直到被頭間帶頭拯救後自願追隨他並幫助他人，將頭間視為不可或缺的榜樣。當頭間受困咒行李時，他帶頭盡自己所能幫助頭間逃出。當連雀戰鬥結束後，他繼續跟隨頭間想辦法處理未退卻的詛咒。
速瀨
咒物收藏家，星子的友人，黑眼圈重，氣場也顯得黑暗。熱衷於收集各種咒物，即使家中會因詛咒而發生各種災禍也無怨無悔。負責幫星子保管團曼羅事件中獲得的「咒行李」，而手中也獲得不少知名咒物。長久以來持續接觸咒物，使他同樣擁有詛咒力量與變身能力，也能藉由穿越指定對象的影子進行移動或發動伏擊。
角色原型為《都市男孩》的早瀨康廣。
樫本
咒物收藏家，速瀨的拍檔，總是一臉嚴肅，對搜集咒物毫無熱情，但手上握有各種與咒物有關的情報。自身擁有鳳凰的守護靈，可運用其力量「鳳凰丸」（Aphoom-Zhah）附於四肢戰鬥並釋放絕對零度的「冰炎」。同時協助星子而提供讓變小的小桃恢復原型的方法，亦是獲取七福神之一的大黑天之法寶「萬寶槌」，指引她前去供奉大國主大神的出雲大社尋找。
角色原型為《都市男孩》的岸本誠，而招式名稱取自克魯蘇神話的「冰焰」極圈之王（The Cold Flame, Lord of the Pole）。

## 怪異

### 幽靈&妖怪
高速婆婆（聲：田中真弓（日本）；姜嘉蕾（香港）；蒋丽（中國大陸）；陶敏嫻（台灣））
神出鬼沒、在日本各地作亂的近代妖怪，也是厄卡倫最初遇到的妖怪，存在歷史久遠，曾被稱為「百公里婆婆」，對自己的腳程有絕對自信，若賽跑輸給她就會被詛咒。棲息在正能市有地縛靈所在的靈異隧道中，詛咒擅闖隧道的厄卡倫，以此為契機與小桃結下樑子。 最後被小桃、厄卡倫和星子聯手打敗，意識寄宿於招財貓之中四處走動，靈力則是留在厄卡倫體內。為了取回靈力而不得不與小桃一行人共同生活，但也因丟失厄卡倫的睪丸所製成的兩顆「金球」而引發一連串風波。
地縛靈蟹
高速婆婆棲息的靈異隧道中許多枉死少女冤魂的聚集體，因為試圖渡過三途川的意念而化為巨大的平家蟹。隨著高速婆婆落敗，所有少女冤魂得以升天。
身手矯健長髮女（聲：井上喜久子（日本）；徐慧（中國大陸）；錢欣郁（台灣））
穿著紅色連身裙、有著雜技般動作、並能自由控制頭髮的妖怪，被高速婆婆認為是「最下等的新人妖怪」。生前是一名單親媽媽，為了扶養年幼女兒（聲：木野日菜）進行各種兼職、甚至出賣肉體，直到女兒被高利貸抓去抵債，絕望之下帶著遺憾自殺。死後化為妖怪，將年幼的愛羅當作女兒，跟蹤她長達十年，不惜一切地想把她搶回來。暴走之下被厄卡倫全力擊敗而恢復理智，意識到自己的所為傷害到愛羅，寧獻出自己的生命之火用來復活瀕死的愛羅。即將化為虛無之際得到愛羅的擁抱與關懷，撫平遺憾之下最終成佛，並在來世中與女兒團聚，而力量留在愛羅體內。
太郎（聲：杉田智和（日本）；杨富禄（中國大陸）；陳彥鈞（台灣））
神越高中化學教室中的人體模型，身體即使被破壞也可以重新組合而成。喜歡上女性半身人體模型花，屢次跑出學校和她見面，受小桃一行人協助而滿足願望，此後給予她們不少協助。
花（聲：平野文（日本）；陶敏嫻（台灣））
與太郎相愛的半身人體模型，暱稱「小花」，本即將送去報廢，但在小桃一行人的幫助下，得以居住在綾瀨家以便跟太郎見面。
邪視（聲：田村睦心）
山怪，生前曾是被鬼頭家剝奪自由、當作人柱活祭品的人類小孩，死後化為憎恨人類的妖怪「邪視」。由於缺乏實體，因此會挑選靈力高的人類附身。個性兇暴，心智方面猶如剛出生不久的嬰兒，但實力將會越來越強。能將自身的怨念集中為「詛咒之屋」來抵禦外界攻擊或困住目標。目前附身在同情其遭遇的寺仁身上，時不時會掌控其身體主導權，大肆破壞周遭的一切。直到被厄卡倫全力打敗且達成協議，答應不會攻擊其他人，條件是每週二與厄卡倫戰鬥。此後即使變身也會控制情緒，但從不主動參與戰鬥，唯獨自己與厄卡倫的對決受干預才會出手。
音樂教室的肖像畫（聲：內田直哉（芬芬））
神越高中音樂教室的六張肖像畫之圖帕，原型分別是貝多芬、巴赫、德沃夏克、伯恩斯坦、莫扎特以及舒伯特，源自學生們對肖像畫的可怕印象聚集而產生，每當深夜2點彈鋼琴便會實體化。被高速婆婆有意叫出來，作為給厄卡倫與愛羅對付邪視的修煉。對戰時彈奏出的音樂包含貝多芬的第6號與第9號交響曲，最後集體被掌握戰鬥節奏的厄卡倫與愛羅擊敗後恢復成肖像畫。
鹿島零子
俗稱「裂口女」，生前飽受戰爭摧殘，如今生活在神越市的廢墟中。實力強到被認為無法被消滅，會使用鏡子窺探人心，並模仿指定目標的聲音迷惑被害者。由於被擅闖廢墟的小桃智鬥成功，花費一星期時間全力追殺她，直到目睹深淵者軍團的大舉入侵，想起生前的慘痛經歷而出手幫忙殲滅深淵者。後受到小桃和厄卡倫捍衛彼此的舉動所影響，重新喚起少女心而決定踏上尋愛之旅。
揹揹我妖／川番河舞
凛的守護靈，暱稱「小舞」，生前曾是她的童年摯友，一樣能歌善舞而一同甄選偶像，但由於凛堅持要顧家導致友情決裂。後來了解凜的苦衷本打算道歉，卻與母親共同死於意外車禍，化作惡靈「揹揹我妖」，糾纏著撿到厄卡倫的一顆金球而能力開竅的凛。經過小桃一行人努力下而喚回生前的記憶，與凛釋盡前嫌並完成奢華演出。原本即將成佛，但化作守護靈繼續留在凛身邊，支持她當上偶像以外，必要時會附身在她身上，以歌唱的力量操控重力，但個性方面變得更為固執、毒舌。
姓氏「川番河」以羅馬字發音（Kawabanga）參考《忍者龜》中的口頭禪「卡哇邦嘎」（Cowabunga），而附身在凜身上的形態亦是參考忍者龜的形象。
雨傘男孩／頭間風太
頭間的已故弟弟，天真無邪、笑口常開，非常珍惜母親買給他的嶄新雨傘和雨鞋，以至於在一場暴風雨中為了撿吹走的雨傘而不慎墜河溺亡。死後化為妖怪「雨傘男孩」，幾年後在喪生地點與長大的哥哥頭間重逢，並將自己的力量借給他用於拯救他人。被高速婆婆形容為友善體貼的妖怪，但進入戰鬥狀態則極難對付。另外即使不受頭間控制，一旦察覺到威脅便會自行做出反擊。
惡魔的童話花牌
被封印在「咒行李」中的妖怪，身體由多根黑色帶芽捲鬚所組成、同時連接著四張分別印有人臉、耳朵、口鼻、以及眼球的卡牌，只要卡牌仍在即可以無限再生。擅長煽動挑唆人心，為了逃離咒行李而將內部世界改成魔幻主題的桌遊，以此吸引玩家進入遊戲世界破關來為自己解開封印。若干年後最終借頭間與小桃之手破壞封印而逃出，靠煽動頭間內心的憤怒而附身於他逃往現實。最後被厄卡倫、頭間、賽伯6郎、以及聖日爾曼伯爵聯手擊潰，力量也被聖日爾曼伯爵奪走。
小人
跟隨幸姬的微小生物群體，相似於妖精以及小小老頭。每隻全部戴著圓錐形的帽子以及面具，不但擅長利用周遭環境拼湊出遠射或攻城武器進行攻擊，還能以驚人的速度進行縫製與編織。對於世間大部分人猶如被「遺忘」的存在，只有少數具有特殊能力的人能看見牠們。
殭屍
由足立老師控制的妖怪群體，一群身穿清朝官員服飾的復活死屍，攻擊時善用踢腿，面對強大對手時會採用人海戰術，平時臉上會被貼上符咒藉以控制。
牛頭人
由一名上班族所化身的牛頭人身怪物，全身是鐵且渾身肌肉，因此遭遇任何攻擊便會使身體變得更加堅硬。缺點是怕冷，身上的鐵一旦遇冷則會輕易崩解。
化身形象參考牛頭馬面中的牛頭、以及希臘神話的牛首人身怪物米諾陶洛斯。
人頭運球
由村上老師控制的妖怪群體，是一群人首分離的籃球選手幽靈。能將漂浮在空中的頭部以籃球形式進行投擲攻擊，身體即使被破壞也能迅速復原，必要時也能巨大化。
形象參考飛頭蠻。
煙煙羅
出沒於島根縣的煙霧妖怪，形象是一名眼神犀利、富有禮節的武術男子，能透過煙霧化的能力來自由改變形象、免疫所有物理攻擊。

### 外星人&UMA
賽伯星人（聲：中井和哉（日本）；何家裕（香港）；冷泉夜月（中國大陸）；宋克軍（台灣））
最初試圖綁架小桃的外星人，來自賽伯星，擁有念動力與基因改造能力。種族只有雄性，需要靠複製技術增加個體，為了找回生殖機能而找人類女性下手。而所有個體也必須維持同一思維，任何改變思維方式則會被列為「不良品」。另外，生產時若被改寫數據則會導致其模樣改變成夢男，一度被「深淵者」篡改並用於戰鬥。
本體形象設計參考《超人力霸王》第28集登場的「三面怪人達達」。
賽伯6郎
一名與小桃結盟的賽伯星人，因為知識和技術的數據都被「深淵者」奪走，臉上因此留下兩道明顯疤痕，選擇幫助小桃而共同阻止深淵者侵略地球。自我犧牲時被植入奈米裝甲而復活升級，獲得變身與生成能力。因為受小桃影響而改變思維、被族群放逐，只能留在地球，在便利商店打工謀生。
弗拉特伍茲怪物（聲：大友龍三郎（日本）；林谷珍（台灣））
最早在美國弗拉特伍茲出現的怪物，以「身高三公尺的外星人」為人所知。由賽伯星人派來奪回厄卡倫的「性器」，形象變為相撲手，最後因小桃重新貼上家門口的結界符紙而被燒死。
尼西
著名UMA之一，被賽伯星人帶來捕捉小桃和厄卡倫。攻擊性雖強，但幾乎是無差別攻擊，因而與賽伯星人與多佛惡魔透過通訊纜線強制進行合體作戰，最後被小桃、厄卡倫與愛麗聯手擊潰。
形象參考電影《正宗哥吉拉》中的哥吉拉。
多佛惡魔／蝦蛄星人（聲：關智一（日本）；陈伟（中國大陸）；賈文安（台灣））
由賽伯星人僱用的戰鬥外星人，以一副拳擊手的形象示人。拳頭力量強大，在水中威力可增加十倍。經過賽伯星人提供“營養飲料”而獲得戰鬥變身形態，弱點是水中戰鬥必須常換氣。生性善良，在種族中體質偏弱，為了醫治兒子奇克奇塔而從事非法勞工，以獲得大筆錢為兒子換血。在戰鬥中被小桃、厄卡倫與愛羅聯手打敗並救治，被星子發現可以利用牛奶代替血，贈送一頭奶牛後感謝其恩情而離開地球。但事後發現奶牛不能產奶，才不得不陪兒子回到地球定居，平時會偽裝成酪農，時不時幫助小桃一行人。
變身形態的設計參考《超人力霸王》第2集登場的「宇宙忍者巴爾坦星人」。
奇克奇塔（聲：大空直美）
蝦蛄星人的兒子，個性可愛活潑，但因為從亡母身上遺傳到相同疾病而需要常換血，直到父親受小桃一行人的協助才恢復健康，此後跟隨父親搬到地球。
名字源自瑞典四人流行樂團ABBA在1979年發行的同名歌曲《奇克奇塔》，西班牙語翻譯過來意為「小女孩」。
土龍
被大蛇町居民尊稱為「大蛇大人」的巨大食人蚯蚓，本體實為巨大的蒙古死亡蠕蟲。200年來進食由鬼頭家持續上供的活祭品而養大，能發出一種讓人產生強烈自殺傾向的精神念波。然而弱點猶如一般的蚯蚓而懼怕紫外線，被小桃以縱火的形式逼出地底，暴露在陽光之下最終暴斃。同時具有繁殖能力，在某處留下眾多未孵化的後代。
鬼頭家
監視大蛇町的古老家族，實為偽裝成人類的地底人。二百年來一直以人柱活祭的形式，向大蛇提供祭品以防止火山爆發摧毀大蛇町，並在活祭壇上方蓋房子進行掩蓋，誘騙新住戶成為供奉「大蛇大人」的祭品。
地底人本體形象參考《超人力霸王衛司》第26-27集中登場的「希波利特星人」；別名「地獄星人」。
鬼頭凪（聲：磯邊萬沙子）
鬼頭家的頭目，也是實力最強的大姐頭，偽裝成人類時為一個身材矮小的老婦人。蠻狠霸道，身手靈活，會打蛇拳，持有一把雙管獵槍，在大蛇町經營靶場。二百年來作為大蛇町的地主，一直供奉地底的「大蛇大人」。
招式名稱「珍妮佛·羅培茲穴根打」，取自由珍妮佛·羅培茲主演的美國電影《大蟒蛇：神出鬼沒》，也是篇章中的大蛇之形象來源。
魯德利斯
宇宙中的知名外星人，作為全知全能、穿梭於宇宙各處的建築專家。跟蝦蛄是朋友關係，受他傳喚而提供「奈米裝甲」重建綾瀨家。
形象參考電子遊戲《我的世界》的人物設計，「奈米裝甲」亦是致敬遊戲中的3D方塊。
蘇美人
來自宇宙「蘇美星」的外星族群，母星被「深淵者」軍團佔領，所有男性被抓走當奴隸，只有一小部分女性勇敢站出來反抗侵略者。第二母星為「伊德雅」，也是倖存蘇美人的目的地。
斑嘉
巴莫拉的養母，曾是王室的廚師，在戰場上救下家破人亡的巴莫拉，不情願地成為她的養母，乃至冒生命危險將巴莫拉利用金字塔傳送裝置送至地球。目前仍倖存，繼續帶領倖存蘇美人抵抗深淵者。
托梅、亞賈
兩名與斑嘉、巴莫拉一同出生入死的重要同伴，面對慘烈戰爭總是樂觀面對。
深淵者
從外宇宙穿梭而來的邪惡侵略者，又名「全球主義者」，外形類似章魚，全部穿著特殊外形的保護衣。手段極其兇殘，已陸續侵吞眾多星球，其中包括蘇美人的母星，同時準備將地球收入囊中。由於無法長時間承受地球的重力而需要時空傳送裝置，首先搶走賽伯星人的所有知識與技術的數據，再奪去厄卡倫的金球作為傳送門的能量源，藉此帶進主力部隊。但在小桃一行人的聯手努力再戰之下全員潰敗，主力部隊也被鹿島零子用鏡子異空間而一網打盡。
本體外形設計參考H·P·洛夫克拉夫特筆下的克蘇魯神話中的神靈「克蘇魯」、以及H·G·威爾斯筆下的《世界大戰》中的火星人。
赫士塔
先遣部隊首領，實力最強、最為兇暴，防護衣能力與等級也是屈指可數。能夠用手削掉四周空間，能將削掉的部分保存在背後實為另一次元的空間中，再將其釋放出來。
名字源自克蘇魯神話中的神靈「哈斯塔」。
未命名深淵者
深淵者「先遣部隊」一員，擔任赫士塔的二把手，身手靈敏強大，能夠靠防護衣背後附有的噴射背包進行高速移動。所來自的星球同樣被深淵者毀滅，不惜加入敵人藉以耐心等待復仇時機，奮戰近一百年而最終獲得赫士塔的信任。直到在地球一戰中被厄卡倫重創，倖存之下受聖日爾曼伯爵接觸，獲得一套全新防護衣而再次與厄卡倫一戰。
防護衣的形象參考異形。
聖日爾曼伯爵
超自然收藏家，謎一般的外星男子，手持一把日本刀，被高速婆婆稱為「超級爺爺」。實力深不可測，幾乎無所不知，意圖收穫世界上所有的咒物、UFO、神秘物件、妖怪的力量、包括「背後的真相」。與深淵者軍團有所交集，後來靠國立西洋美術館的地獄之門來到地球調查，化名「三丈目」進入小桃一行人就讀的高中內從事教職，自願為她們成立的「歷史文化研究社」擔任顧問，藉以刺探小桃一行人。
颱風人
由UMA研究家中澤健所命名的UMA，外形是具有耳朵、鼻子、嘴巴、以及風眼的大型颱風，出沒於菲律賓海域一帶，風速與規模會龐大到捲起周邊的生物。
形象致敬災難電影《風飛鯊》。

## 備註
參考